# Plumstead
Plumstead és un barri del districte londinenc de Greenwich, a Anglaterra (Regne Unit). Limita amb l'est de Woolwich.